# Ludovico Quaroni
Ludovico Quaroni (Roma, 28 marzo 1911 – Roma, 22 luglio 1987) è stato un urbanista, architetto, saggista e docente universitario italiano.
Ha lungamente e profondamente dibattuto in numerose pubblicazioni e attraverso l'insegnamento i principali problemi dell'architettura e dell'urbanistica del suo tempo, sottoponendoli a severa e continua revisione critica.

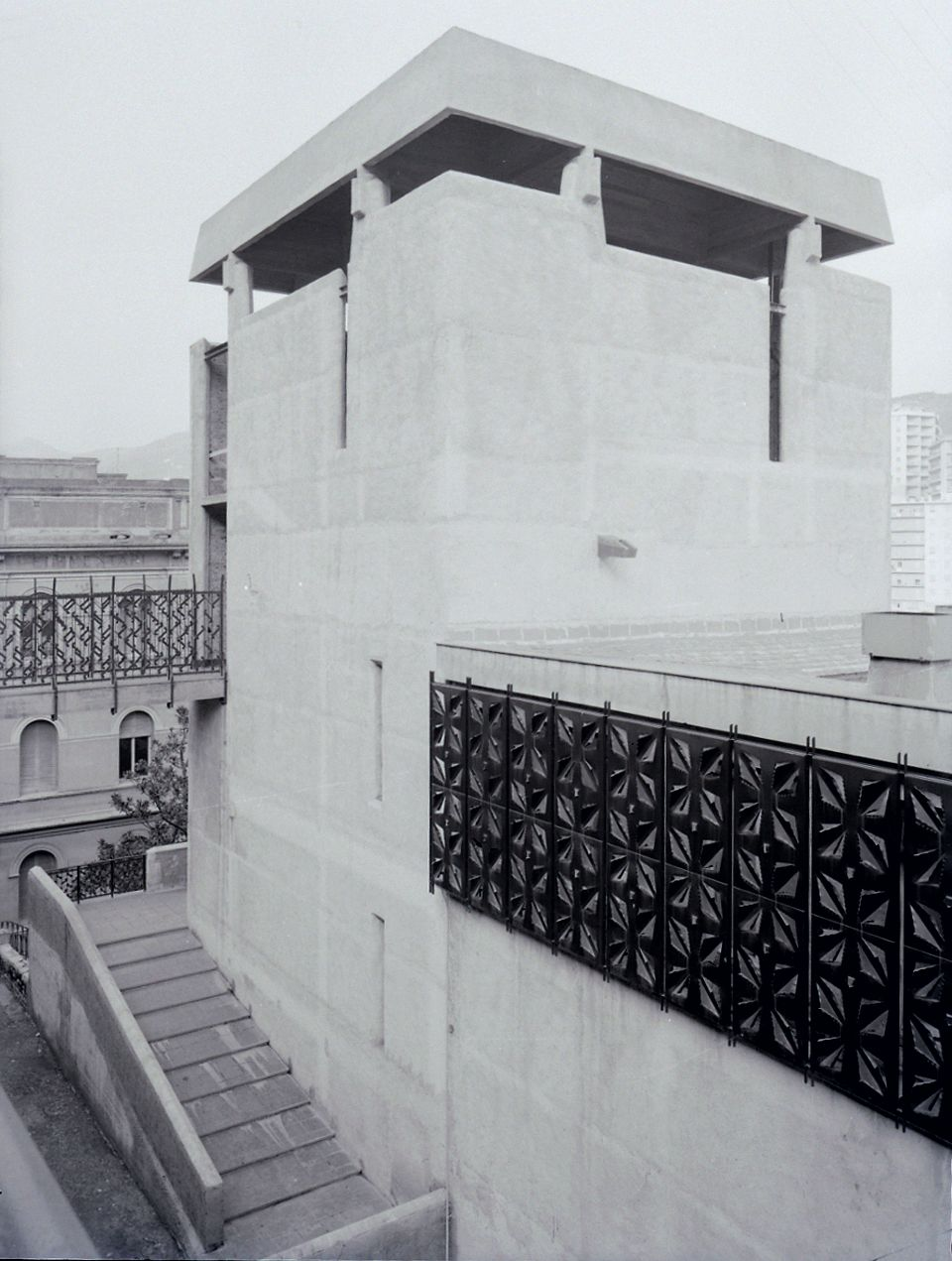
Chiesa della Sacra Famiglia. Foto di Paolo Monti (1960).

## Biografia
(Ludovico Quaroni, Progettare un edificio, 1977.)

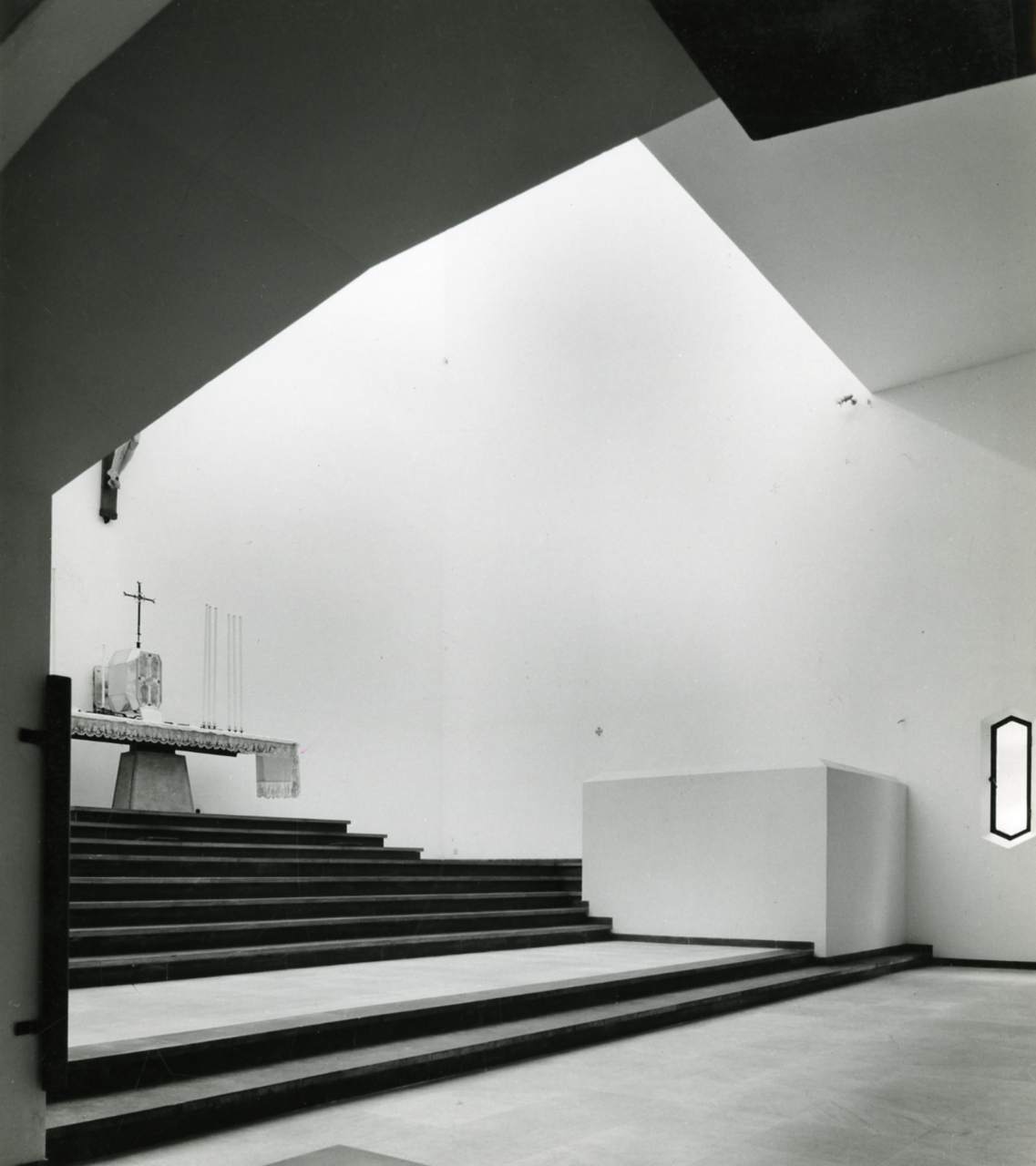
Interno della chiesa della Sacra Famiglia, Genova (1956). Foto di Paolo Monti, 1960.

Studia presso l'Istituto di architettura dell'Università di Roma, dove è allievo di Enrico Del Debbio e Marcello Piacentini e si laurea nel 1934, mentre prende l'abilitazione professionale di architetto presso il Politecnico di Milano. Sempre in quell'anno, insieme con Fariello e Muratori, partecipa a diversi concorsi nazionali e internazionali, come quelli per l'Auditorium di Roma (1935), per il Piano di Aprilia e per le Preture romane unificate (1936) - vincendo il secondo premio con Saverio Muratori -, per il Palazzo dei Congressi e la Piazza Imperiale all'E42 a Roma (1938).
È un periodo in cui si moltiplicano i gruppi professionali:
- a Roma il GUR (Gruppo Urbanisti Romani) di cui faranno parte Marcello Piacentini, Luigi Piccinato
- a Milano il sodalizio artistico tra Luigi Figini e Gino Pollini
- a Milano lo studio BBPR nato nel 1932 dal sodalizio tra Gian Luigi Banfi, Lodovico Barbiano di Belgiojoso, Enrico Peressutti ed Ernesto Nathan Rogers.

Durante la guerra, Ludovico Quaroni è per cinque anni prigioniero in India da dove, profondamente segnato, torna nel 1946. Nell'immediato dopoguerra è tra i soci dell'APAO, l'Associazione per l'Architettura Organica, fondata da Bruno Zevi nel 1945, e partecipa, insieme con Fariello e Mario Ridolfi, al concorso per la Stazione Termini a Roma (1947).
In quegli anni l'attività progettuale è fortemente caratterizzata dalla partecipazione al dibattito politico, che avviene sia attraverso l'impegno e la produzione di saggi e interventi sia con la realizzazione di progetti esemplari, come il quartiere Ina-Casa del Tiburtino a Roma, datato 1947 eseguita come capogruppo assieme a Mario Ridolfi, emblema della ricostruzione italiana, tra le opere più importanti del Neorealismo architettonico corrente del più ampio Razionalismo italiano e che ha caratterizzato il Movimento Moderno in Italia con quelle sue connotazioni regionali e vernacolari.

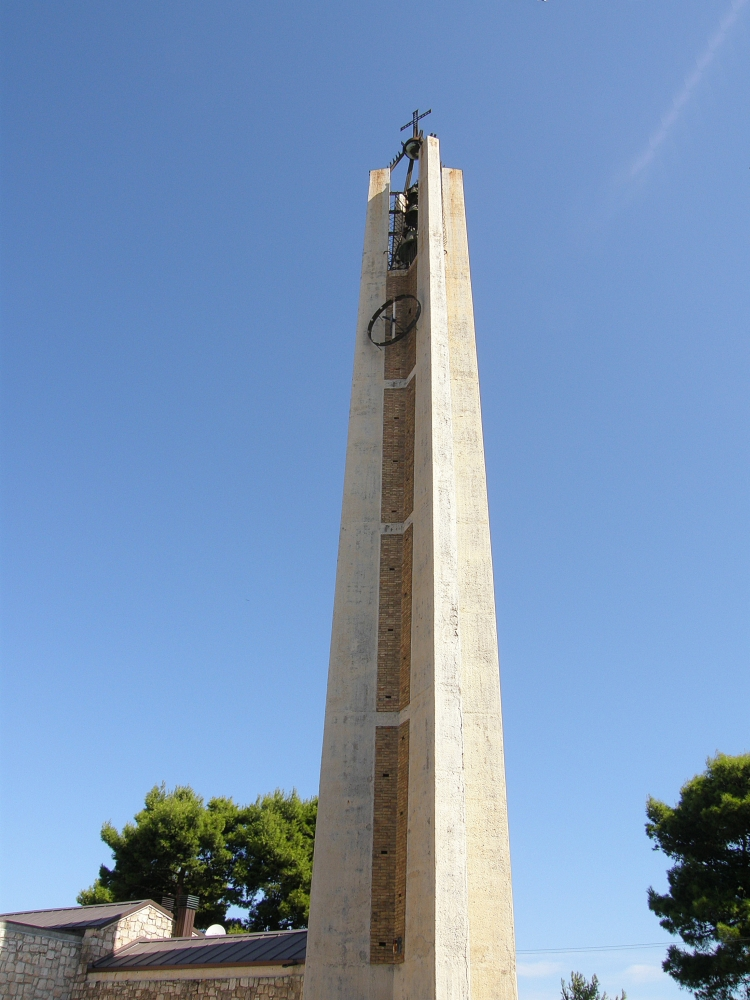
Campanile della parrocchia di Santa Maria Maggiore a Francavilla al Mare (Ch)

Nel 1948 gli viene affidato l'incarico di progettare la nuova chiesa madre di San Franco a Francavilla al Mare (Chieti), totalmente rasa al suolo nella guerra; la nuova parrocchia di Santa Maria Maggiore verrà completata una decina di anni dopo.
Dal 1947 al 1951 è vicepresidente dell'Istituto Nazionale di Urbanistica e sviluppa il suo impegno nella redazione di alcuni piani urbanistici, come quelli di Ivrea (1952), Roma (1954), Ravenna (1956-57), Cortona (1957) e Bari (1965) nonché nel progetto del quartiere delle Barene di San Giuliano a Mestre nel 1960.
Tra il 1951 e il 1954, l'azione di Quaroni si lega sia a quella del gruppo di studiosi guidati da Friedrich G. Friedmann nell'intervento di costruzione dei sobborghi UNRRA-Casas intorno a Matera, principalmente per il villaggio contadino di La Martella nel 1951, sia all'adesione a esperienze politico partecipative, prima tra tutte quella comunitaria di Adriano Olivetti, sancita con la firma sulla Dichiarazione Politica del Movimento Comunità nel 1953.
Nel 1956 ha ottenuto il premio Olivetti per l'urbanistica.
Dal marzo 1957 è corrispondente per il Lazio della rivista Chiesa e Quartiere per il dibattito sull'architettura religiosa postconciliare e dal giugno 1977 è nel Comitato direttivo della rivista Parametro.

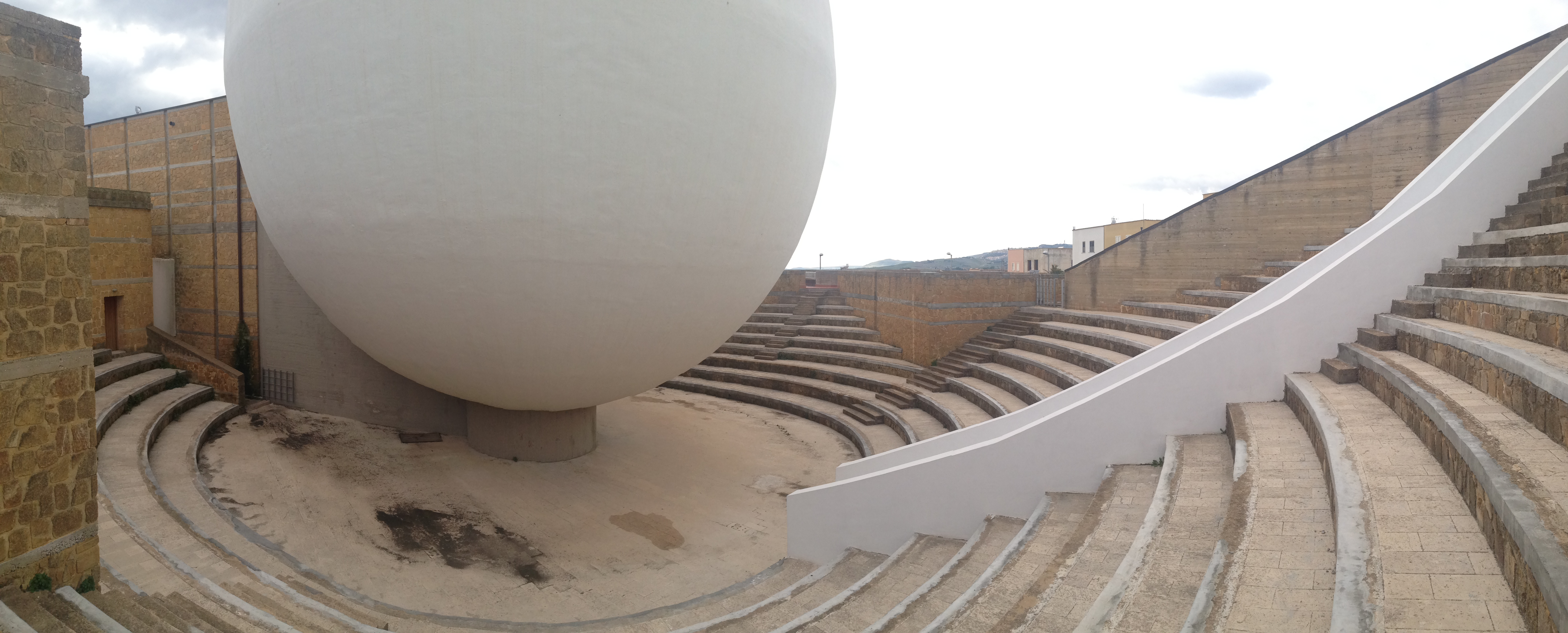
L'esterno della chiesa madre a Gibellina

Agli inizi degli anni settanta fa parte del gruppo di artisti e architetti chiamati da Ludovico Corrao a dare nuova vita alla cittadina di Gibellina, distrutta dal terremoto del Belice, dove progetta la Chiesa Madre, realizzata nel 1972.
Oltre al lavoro di architetto e urbanista, Quaroni è impegnato nell'insegnamento universitario dapprima a Roma, poi a Napoli (1951-55), quindi a Firenze, dove insegna urbanistica dal 1957 al 1964. La sua carriera accademica si consolida infine a Roma, dove insegna dal 1965 al 1981, e dove forma diverse generazioni di architetti e urbanisti. Nel 1967 è tra i fondatori dell'Università di Reggio Calabria, Facoltà di Architettura.
È stato relatore di tesi di laurea di Massimiliano Fuksas.
Ludovico Quaroni muore a Roma nel 1987.
La Fondazione Adriano Olivetti conserva presso i suoi archivi il Fondo Ludovico Quaroni con il mandato, affidatogli dagli eredi, di valorizzare il patrimonio documentale lì custodito. Il Fondo, attualmente in catalogazione, testimonia l'attività dell'architetto romano raccogliendo migliaia di unità archivistiche tra disegni, progetti, foto, plastici, materiali di lavoro, corrispondenza e carte private, ed è arricchito da una grande biblioteca e da un'emeroteca, presto accessibili a studiosi e ricercatori.

## Opere

### Architetture

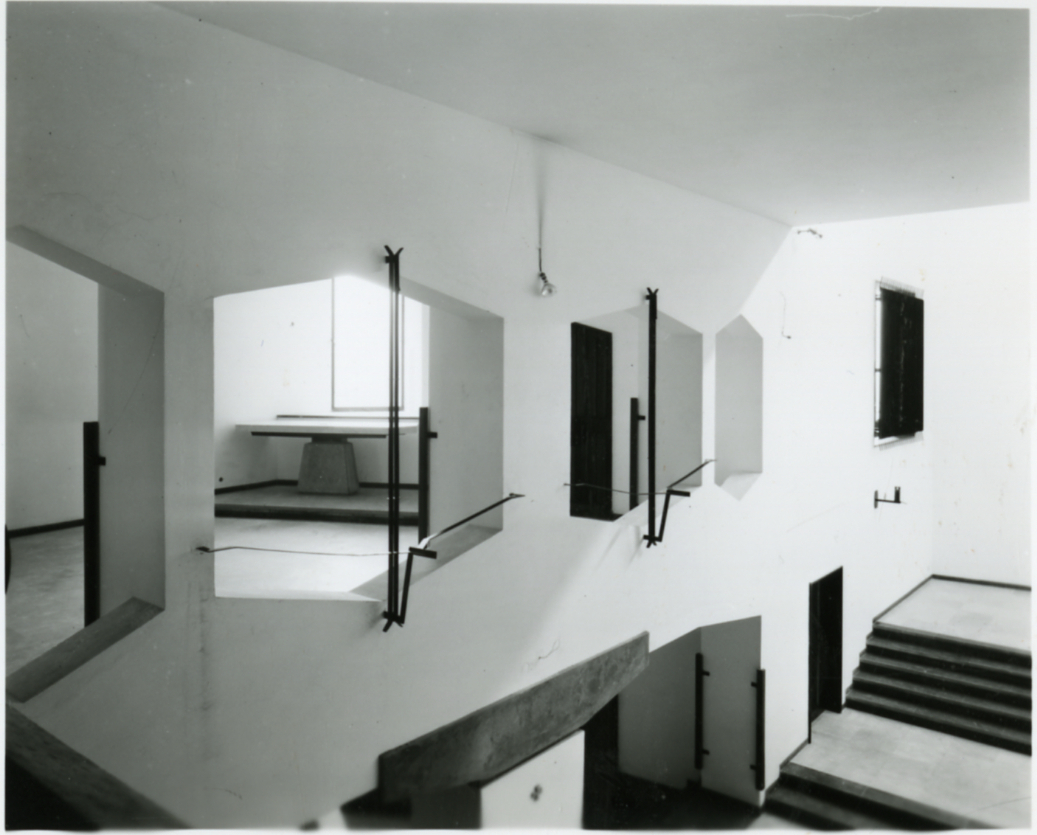
Chiesa della Sacra Famiglia, Genova (1956). Foto di Paolo Monti, 1960 (Fondo Paolo Monti, BEIC)

- 1938:  Piazza imperiale Roma EUR con Saverio Muratori, Luigi Moretti
- 1947-1955: quartiere INA-Casa del Tiburtino, capogruppo assieme a M.Ridolfi, Roma
- 1947:  progetto di concorso per la Stazione Termini di Roma, insieme a F.Fariello e Mario Ridolfi
- 1948:  chiesa di Santa Maria Maggiore, Francavilla al Mare
- 1962:  quartiere INA-Casa del Casilino, in collaborazione con Esposito e Maestro, Roma
- 1956:  chiesa della Sacra Famiglia, Genova (con Adolfo De Carlo, Andrea Mor, Angelo Sibilla)
- 1970:  Complesso polifunzionale Cosimini, Grosseto
- 1983:  Teatro dell'Opera, Roma
- 1972-1984: Chiesa Madre, mai completamente ultimata, Gibellina
- 2014:  Ricostruzione di Palazzo Castelluzzo, Palermo

### Pubblicazioni

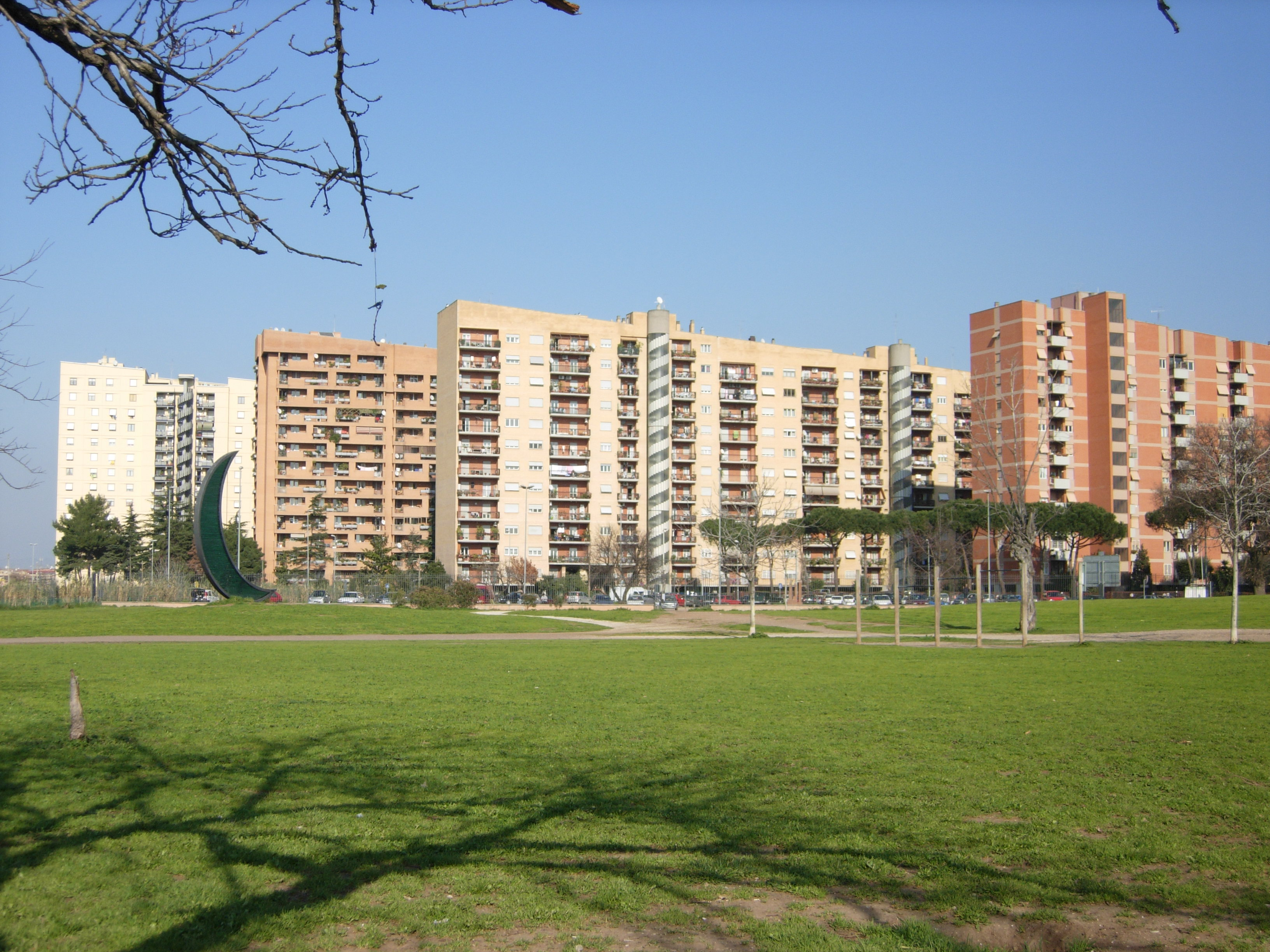
Il quartiere Casilino 23 a Roma, realizzato su un piano urbanistico di Quaroni

- La Chiesa nell'architettura, Chiesa e Quartiere n.11, settembre 1959
- Cultura e realizzazioni urbanistiche, Chiesa e Quartiere n.39, settembre 1966
- La torre di Babele, Marsilio, 1967
- Progettare un edificio. Otto lezioni di architettura, Mazzotta, 1977
- La città fisica, 1981
- La cultura del progetto, 1987
- Il progetto per la città, 1996
- I volti della città, Edizioni di Comunità, Roma, 2019